# Paecilomyces marquandii
Paecilomyces marquandii är en svampart som först beskrevs av George Edward Massee, och fick sitt nu gällande namn av S. Hughes 1951. Paecilomyces marquandii ingår i släktet Paecilomyces och familjen Trichocomaceae.   Inga underarter finns listade i Catalogue of Life.